# Manska funta
Manska funta je valuta i sredstvo plaćanja na Otoku Man. Označava se simbolom £, a dijeli se na 100 penija. Ova valuta nije nezavisna već je, kao i u Škotskoj, samo lokalni oblik britanske funte. Paritet s britanskom funtom je 1:1. S obzirom na to da nije nezavisna valuta, nema ni međunarodni kod ali se može koristiti oznaka IMP (Isle of Man Pound)
Mansku funtu izdaje otočna banka (Isle of Man Treasury). 
Papirne novčanice se tiskaju u apoenima od 1, 5, 10, 20 i 50 funti, a kovani novac u apoenima od 1, 2, 5, 10, 20 i 50 penija kao i 1 i 2 funte.